# Вовча (притока Вуокси)
Вовча (рос. Во́лчья, фін. Saijanjoki) — невелика річка Карельському перешийку. Бере початок на Лемболовських висотах, де знаходиться найвища точка перешийка — 205 м над рівнем моря. Впадає у Вуоксу в районі Лосевого.
Річка дуже мальовнича у своїй нижній течії.
Згадується в Орехівському мирному договорі, укладеному в 1323 році між Великим Новгородом і Швецією, як Сая.